# Carl Mundt

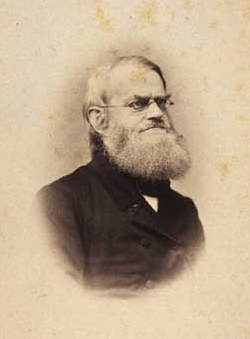
Carl Mundt.

Carl Emil Mundt, född den 4 april 1802 i Köpenhamn, död där den 22 december 1873, var en dansk matematiker. 
Efter att 1829 ha avlagt teologisk ämbetsexamen blev Mundt knuten til Sorø Akademi, där han 1829–1843 var adjunkt och därefter till 1849 lektor i matematik och astronomi. Han förvärvade 1842 magistergraden med avhandlingen De accuratione Qua possit qvantitas per tabulas determinari och blev 1849 medlem av Videnskabernes Selskab. Som läroboksförfattare åtnjöt han högt anseende. Särskilt kan nämnas hans läroböcker i plangeometri, trigonometri och astronomi. Mundt var även verksam som politiker. Han var medlem av den grundlagsstiftande riksförsamlingen och 1854–1855 landstingsman för Köpenhamn.
Carl Mundt var far till målaren Emilie Mundt.